# I (koreai név)
Az I a második leggyakoribb koreai vezetéknév a Kim után, 2000-ben a koreaiak mintegy 15%-a viselte ezt a nevet, 6,7 millióan, 2015-ben pedig 7,3 millióan. A legnépesebb klán 2000-es adatok szerint a csondzsu (jeonju)i I klán mintegy 2,6 millió fővel, a második pedig a kjongdzsu (gyeongju)i I klán 1,4 millió fővel.
Dél-Koreában a név hangul alakja 이, ejtése [iː], Észak-Koreában pedig 리, ejtése [riː]. Angol nyelvterületen többféleképp is átírják a hangult, Yi, Ye,  Lee, Rhee vagy akár Rhie alakban is. A koreai Csoszon (Joseon) királyai a csondzsu (jeonju)i I klánból származnak.

## Klánok

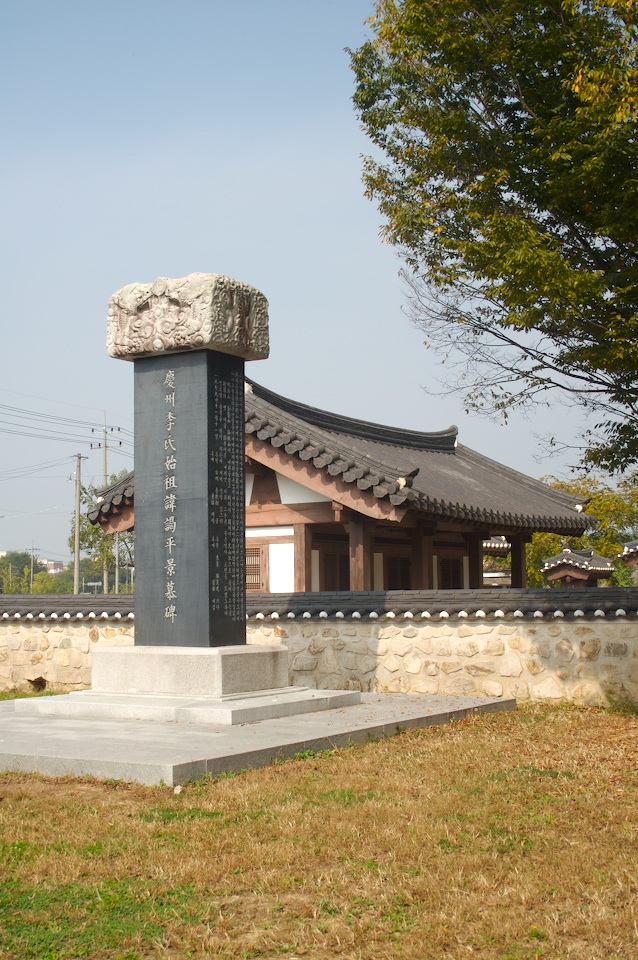
A kjongdzsu (gyeongju)i I klán alapítójának tiszteletére emelt emlékmű

Az I néven osztozó népesebb klánok listája (2000):
1. Csondzsu I ssi (전주 이씨, Jeonju I ssi)
2. Kjongdzsu I ssi (경주 이씨, Gyeongju I ssi)
3. Szongdzsu I ssi (성주 이씨, Seongju I ssi )
4. Kvangdzsu I ssi (광주 이씨, Gwangju I ssi)
5. Jonan I ssi (연안 이씨, Yeonan I ssi)
6. Hanszan I ssi (한산 이씨, Hansan I ssi)
7. Csoni I ssi (전의 이씨, Jeonui I ssi)
8. Hamphjong I ssi (함평 이씨, Hampyong I ssi)
9. Joncshon I ssi (영천 이씨, Yeoncheon I ssi)
10. Hamcshon I ssi (합천 이씨, Hamcheon I ssi)